# Wagbachniederung
Wagbachniederung este o arie protejată (sit de importanță comunitară — SCI, arie de protecție specială avifaunistică — SPA) din Germania întinsă pe o suprafață de 1.041,89 ha, integral pe uscat.

## Localizare
Centrul sitului Wagbachniederung este situat la coordonatele 49°16′31″N 8°30′07″E / 49.2753°N 8.5019°E.

## Înființare
Situl Wagbachniederung a fost declarat arie de protecție specială avifaunistică în martie 2001 pentru a proteja 38 de specii de animale. Situl a fost protejat și ca sit de importanță comunitară în martie 2001.

## Biodiversitate
Situată în ecoregiunea continentală, aria protejată nu include niciun habitat protejat.
La baza desemnării sitului se află mai multe specii protejate de  păsări (38): lăcar mare (Acrocephalus arundinaceus), lăcar-de-rogoz (Acrocephalus schoenobaenus), rață lingurar (Anas clypeata), rață mică (Anas crecca crecca), rață cârâitoare (Anas querquedula), Anas strepera strepera, Ardea purpurea purpurea, rață-cu-cap-castaniu (Aythya ferina), buhai de baltă (Botaurus stellaris stellaris), fugaci mic (Calidris minuta), Charadrius dubius curonicus, chirichița cu obraz alb (Chlidonias hybrida), chirighiță neagră (Chlidonias niger), erete de stuf (Circus aeruginosus), ciocănitoarea de stejar (Dendrocopos medius), ciocănitoare neagră (Dryocopus martius), egretă albă (Egretta alba), presură sură (Emberiza calandra), șoimul rândunelelor (Falco subbuteo), becațină comună (Gallinago gallinago), Ixobrychus minutus minutus, capîntortură (Jynx torquilla), sfrâncioc roșiatic (Lanius collurio), pescăruș-cu-cap-negru (Larus melanocephalus), pescăruș mic (Larus minutus), Luscinia svecica cyanecula, codobatura galbenă (Motacilla flava), rață cu ciuf (Netta rufina), cormoran mare (Phalacrocorax carbo carbo), bătăuș (Philomachus pugnax), Podiceps nigricollis nigricollis, Porzana parva parva, cresteț pestriț (Porzana porzana), Rallus aquaticus aquaticus, pițigoi-pungar (Remiz pendulinus), mărăcinar negru (Saxicola torquatus), Tachybaptus ruficollis ruficollis, fluierar de mlaștină (Tringa glareola).